# Robert Szczepański
Robert Szczepański, pseudonim Maximus (ur. 1975 w Więcborku) – polski pięściarz, trójboista siłowy i strongman.
Jeden z najlepszych polskich i światowych siłaczy. Mistrz Polski Strongman 2009 i Mistrz Polski Strongman Harlem 2009.

## Życiorys

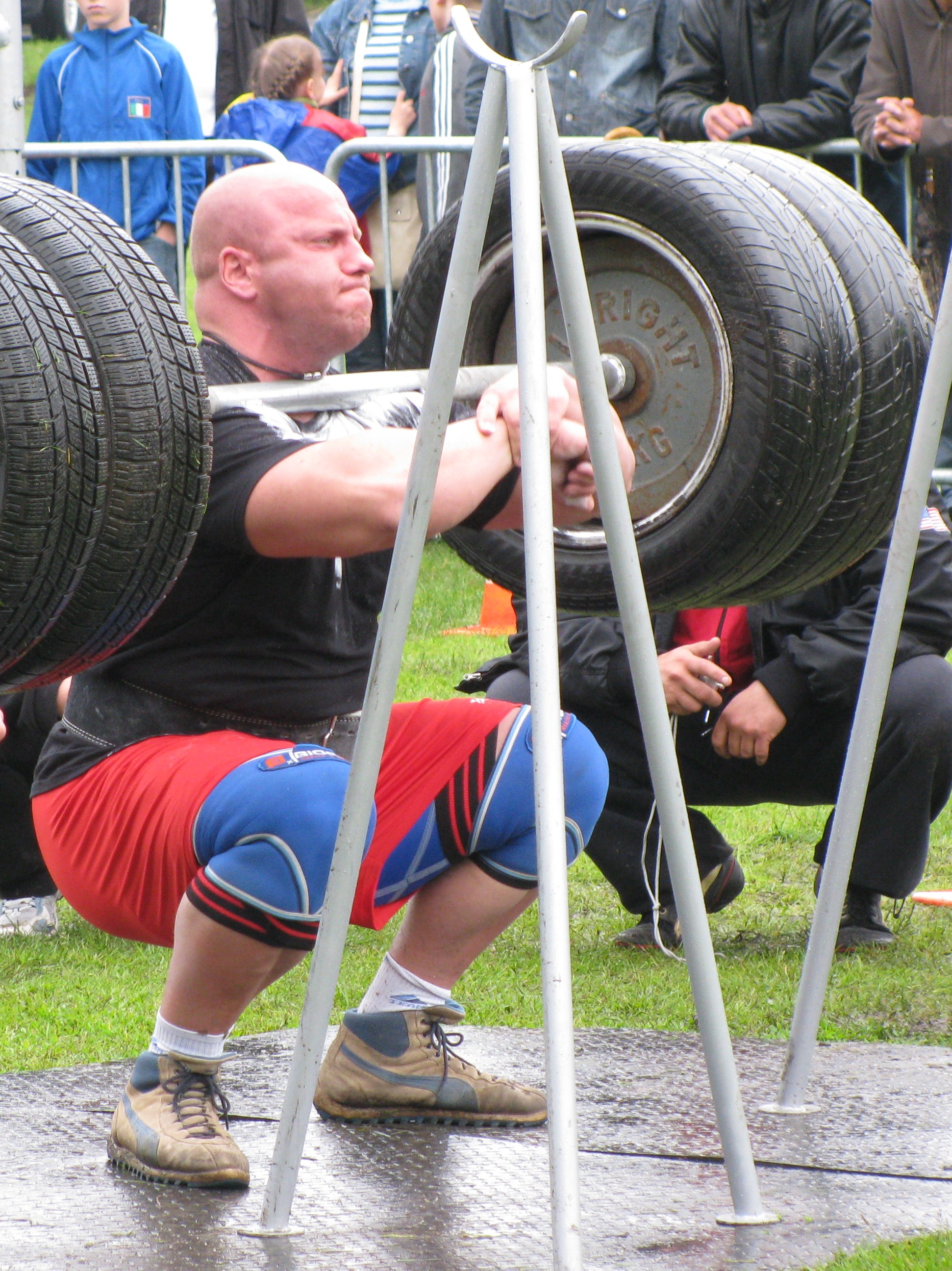
Robert Szczepański w 2009 r.

Robert Szczepański trenował boks oraz trójbój siłowy. W 1993 r. zdobył brązowy medal w boksie na Mistrzostwach Polski Juniorów.
W 2002 r. zadebiutował jako strongman. Jest zrzeszony w federacji siłaczy IFSA i sklasyfikowany na bardzo wysokiej, szóstej pozycji. Obecnie jest jedynym Polakiem w tej federacji.
Robert Szczepański uzyskał wykształcenie średnie. Ma dwie siostry i brata, wszyscy trenują sporty siłowe. Rodzina: żona Magda, syn Dorian (na cześć wielokrotnego Mistrza Świata w Kulturystyce, Doriana Yatesa).

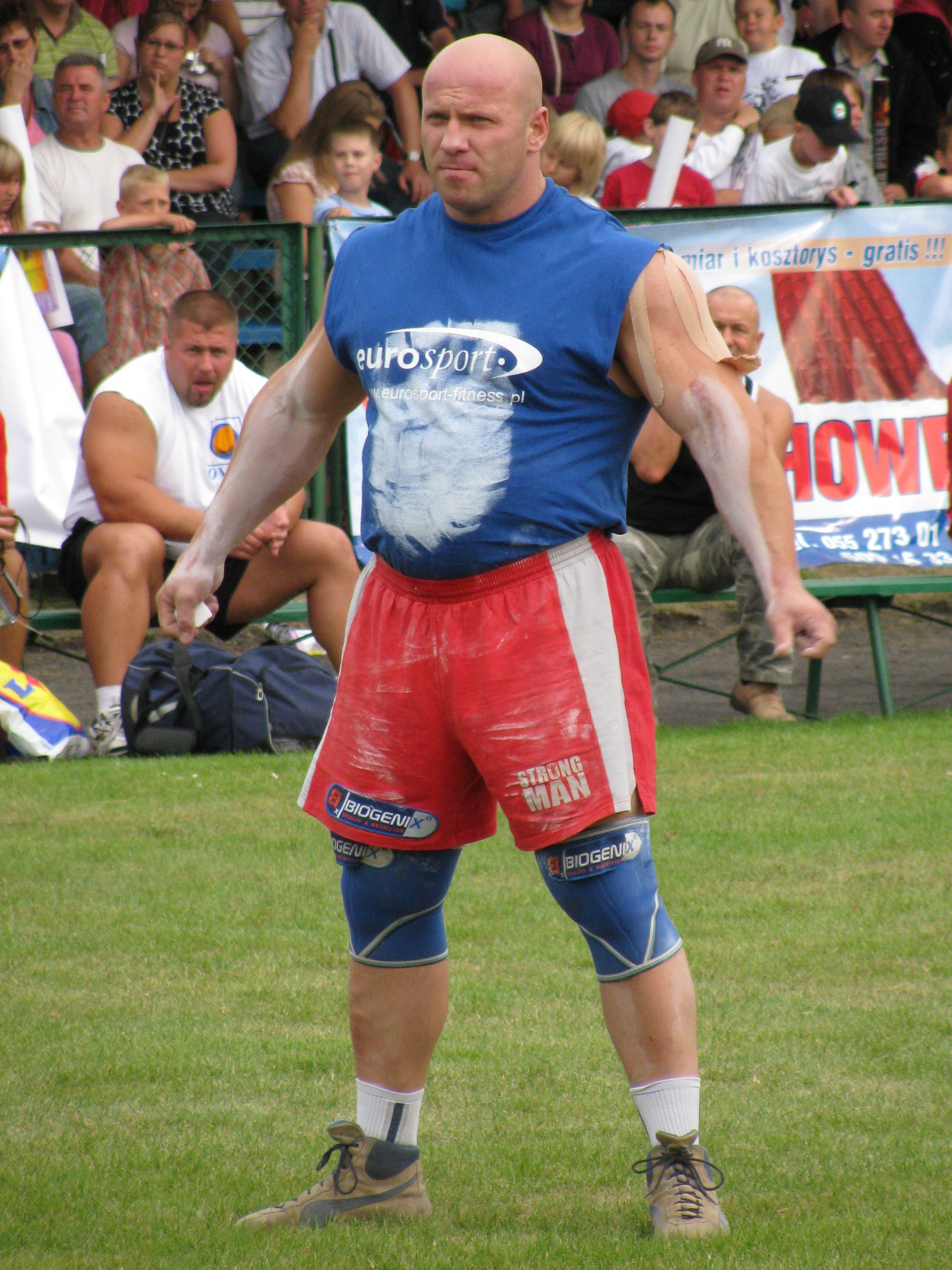
Robert Szczepański w 2009 r.

W Bydgoszczy prowadzi sklepy dla sportowców i siłowinie.
Wymiary:
- wzrost 183 cm
- waga 130 kg
- biceps 53 cm
- klatka piersiowa 145 cm
- udo 77 cm

Rekordy życiowe:
- przysiad 360 kg
- wyciskanie 280 kg
- martwy ciąg 390 kg

## Mistrzostwa Świata Strongman
Robert Szczepański wziął udział we wszystkich trzech edycjach indywidualnych Mistrzostw Świata IFSA Strongman, w latach 2005, 2006 i 2007.
Po pierwszym dniu Mistrzostw Świata IFSA Strongman 2005, rozgrywanych w mieście Québec zajmował czwarte miejsce, ex aequo z Wasylem Wirastiukiem. W drugim, ostatnim dniu doznał kontuzji, w wyniku której ukończył zawody dopiero na dziewiątej pozycji.
Najwyższą dotychczas lokatę, szóste miejsce, wywalczył na Mistrzostwach Świata IFSA Strongman 2006, w Reykjavíku.
Wziął udział jeden raz w Drużynowych Mistrzostwach Świata Par Strongman, w roku 2007, rozgrywanych w Wilnie, gdzie zajął siódme miejsce.

## Osiągnięcia strongman
- 2002

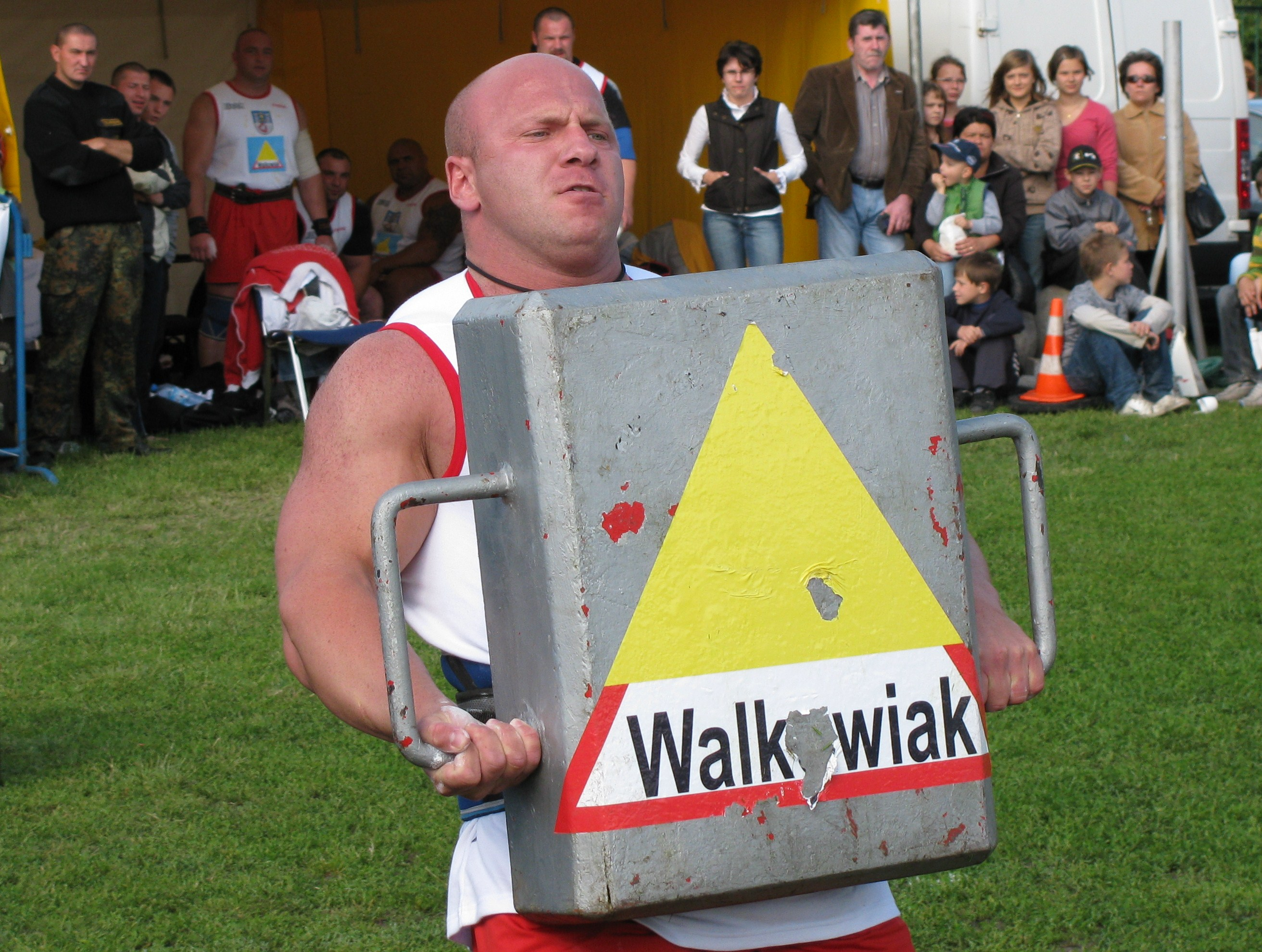
Robert Szczepański w 2009 r.

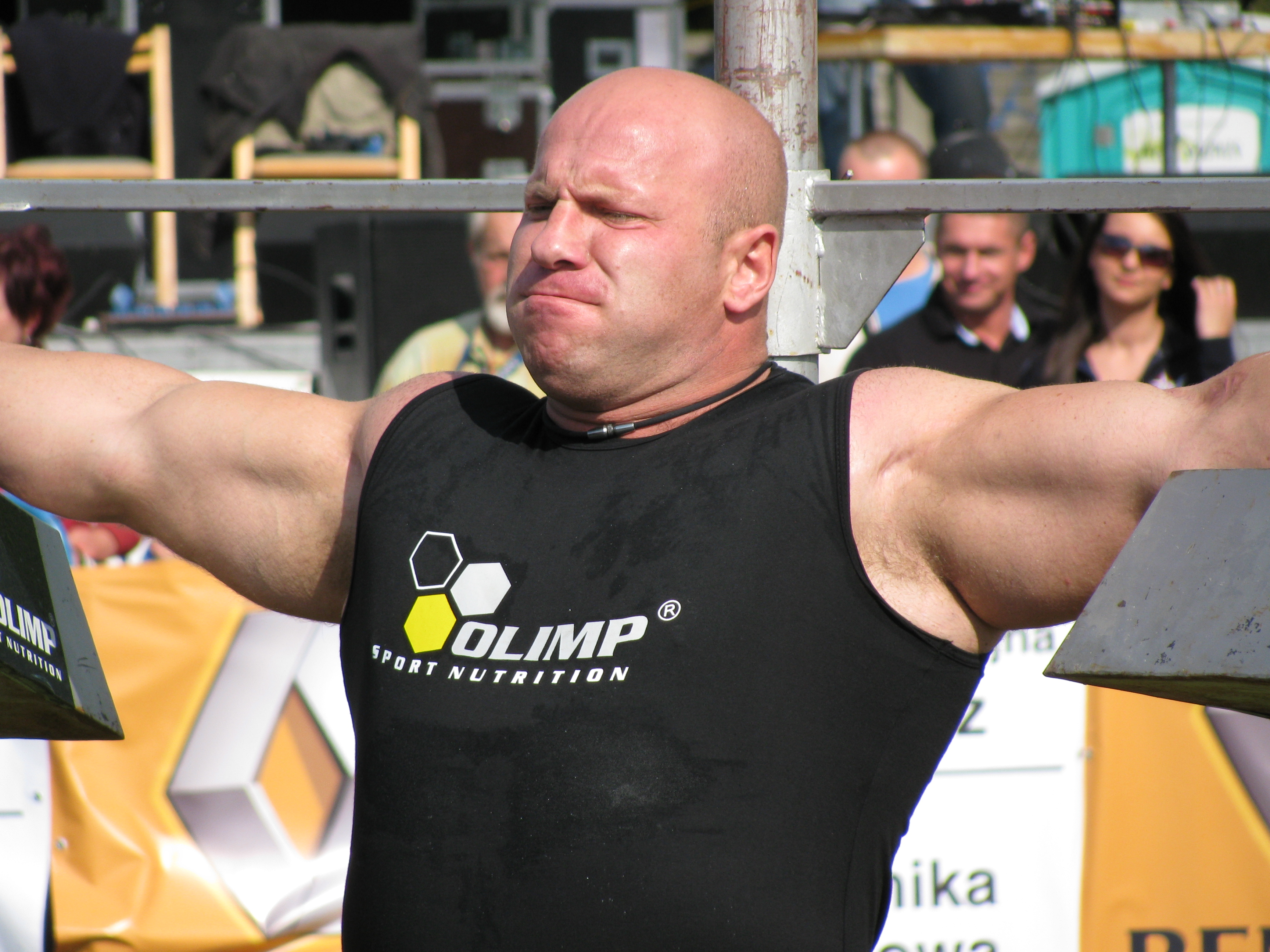
Robert Szczepański w 2009 r.

  - 5. miejsce - Finał Pucharu Polski Strongman 2002, Ostrów Wielkopolski
  - 2. miejsce - Pierwsze zawody Polska kontra Reszta Świata
- 2003
  - 2. miejsce - Puchar Świata Strongman 2003, Inowrocław
  - 2. miejsce - Finał Pucharu Polski Strongman 2003, Piła
  - 1. miejsce - Drugie zawody Polska kontra Reszta Świata
- 2004
  - 1. miejsce - Mistrzostwa Polski Strongman ECSS 2004, Bełchatów
- 2005
  - 5. miejsce - Mistrzostwa Europy IFSA Strongman 2005, Łotwa
  - 9. miejsce - Mistrzostwa Świata IFSA Strongman 2005, Kanada (kontuzjowany)
- 2006
  - 6. miejsce - Mistrzostwa Świata IFSA Strongman 2006, Islandia
- 2007
  - 4. miejsce - Mistrzostwa Europy IFSA Strongman 2007, Ukraina
  - 7. miejsce - Mistrzostwa Świata IFSA Strongman 2007, Korea Południowa
  - 7. miejsce - Drużynowe Mistrzostwa Świata Par Strongman 2007 (z Arturem Patykiem), Litwa
- 2008
  - 1. miejsce - Puchar Europy Strongman Harlem 2008, Łabiszyn
- 2009
  - 1. miejsce - Finał Pucharu Polski Strongman Harlem 2009, Kielce
  - 1. miejsce - Mistrzostwa Polski Strongman A-S 2009, Malbork
  - 1. miejsce - Mistrzostwa Polski Strongman Harlem 2009, Inowrocław
- 2010
  - 6. miejsce - All-American Strongman Challenge 2010, USA
  - 1. miejsce - Mistrzostwa Polski Strongman Harlem 2010, Stargard Szczeciński